# Security Service
Security Service (lub MI5) – brytyjska Służba Bezpieczeństwa odpowiedzialna za ochronę kraju przed penetracją obcych służb wywiadowczych (kontrwywiad), walkę z terroryzmem, bezpieczeństwo wewnętrzne Wielkiej Brytanii oraz ochronę tajemnicy państwowej, utworzona w 1909 roku. Security Service początkowo działała pod kryptonimem MO5.

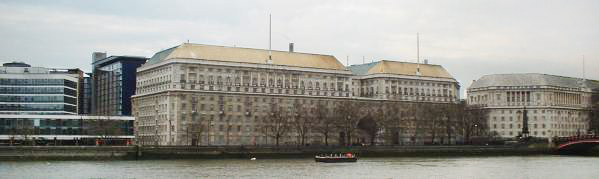
Siedziba MI5 w Londynie

## Utworzenie Security Service
Powołany w 1909 Komitet Obrony Imperium (Committee of Imperial Defence – CID) otrzymał dwa zadania: zbadać naturę i rozmiary obcej działalności szpiegowskiej na terenach Wielkiej Brytanii oraz określenie kto i jak powinien jej przeciwdziałać.

W raporcie CID przedstawiona została propozycja utworzenia Biura Tajnej Służby, co stało się 1 października 1909 roku. Biuro Tajnej Służby podzielono na dwa działy – krajowy i zagraniczny. Sekcja krajowa otrzymała desygnat MO-5 (Piąta Sekcja Wydziału Operacyjnego Sztabu Generalnego), a sekcja zagraniczna SIS (MI6). Pod tym kryptonimem (MO5), działano do 1916 roku. W 1916 roku utworzono Zarząd Wywiadu Wojskowego – MO5 zostało przemianowane na MI5. Biurokratyczna zmiana niczym nie wpłynęła na status służby ani jej działania, MI5 nadal była komórką podległą Ministerstwu Wojny.

## Pierwotne założenia
Nowa służba intensywnie gromadziła dane na temat osób prowadzących działania wywrotowe i szpiegowskie na terenie Wielkiej Brytanii. Do I wojny światowej w kraju aresztowano 12 szpiegów niemieckich, a z ich zeznań wynikało, że na terenie kraju istnieje od dawna szeroko rozbudowana siatka szpiegowska, mająca za zadanie uaktywnić się w chwili wybuchu wojny. W przededniu wojny MO5 (wcześniejsza nazwa MI5) zajmowało się głównie zwalczaniem ekstremistów irlandzkich wspólnie z policjantami ze Special Branch, kierowanej przez Patricka Quinna i Basila Thomsona (ta sekcja polityczna policji została utworzona w 1883 do zwalczania podziemia irlandzkiego – pierwotnie Irish Branch) i przeciwdziałaniem zamachom na bezpieczeństwo państwa. W 1911 roku przyjęto Official Secret Act – ustawę o tajemnicy państwowej.

## Reorganizacja
W 1916 roku sekcję wewnętrzną podporządkowano bezpośrednio Ministerstwu Wojny jako wydział MO5, którego nazwę zmieniono na MI5, po powołaniu do życia nowej struktury, jaką był Zarząd Wywiadu Wojskowego (MI). Podzielony był on na następujące grupy:
- MI1 – Zarząd Wywiadu Wojskowego
- MI1(b)- wydział kryptoanalizy (od 1919 roku przyłączony do Rządowej Szkoły Szyfrów)
- MI1(c) – wydział zagraniczny
- MI3 – wydział krajów europejskich
- MI3(b) – podwydział niemiecki (od 1940 roku jako MI14)
- MI5 – Służba Bezpieczeństwa
- MI6 – Tajna Służba Wywiadowcza
- MI7 – propaganda i cenzura
- MI8 – wywiad radiowy
- MI9 – służba organizowania ucieczek
- MI10 – broń i technika
- MI11 – polowa służba bezpieczeństwa
- MI19 – wspólny ośrodek przesłuchań jeńców wojennych.

## Okres międzywojenny
W okresie międzywojennym podejmowano próby koordynacji działań Security Service i Secret Intelligence Service w celu przeciwstawienia się najgroźniejszemu przeciwnikowi tamtych czasów, jakim był wywiad ZSRR (INO i Razwiedupr).

W okresie międzywojennym Służba Bezpieczeństwa musiała się uporać nie tylko ze zwiększoną działalnością wywiadu radzieckiego (INO Czeka, OGPU i Razwiedywatielnoje Uprawlienije RKKA) oraz wzrostem wpływów NSDAP w Niemczech, ale również z ponownymi trudnościami stwarzanymi przez irlandzkich nacjonalistów. Secret Intelligence Service trzymał się z dala od Irlandii od 1919 roku, gdy grupa ich profesjonalnych pracowników została wymordowana przez IRA w dniu znanym jako „krwawa niedziela”. Krwawa niedziela wywarła duży wpływ na Security Service i Secret Intelligence Service, od tego czasu obie służby bardzo niechętnie angażowały się w irlandzkie sprawy. Pod koniec lat trzydziestych było jednak jasne, że to nie Irlandia oraz IRA będą głównym zagrożeniem dla Wielkiej Brytanii, lecz rosnące ponownie w potęgę Niemcy, pod przywództwem Adolfa Hitlera.

## II wojna światowa
Po wybuchu II wojny światowej (1 września 1939 roku), MI5 utrzymał swój tajemniczy charakter i dyskretne metody pracy, choć pole działania i uprawnienia MI5 zwiększyły się niepomiernie. Kierownictwo Security Service, ówczesny szef MI5 gen. mjr sir Vernon Kell, który prowadził MI5 od chwili utworzenia w 1909 roku, był zdecydowany powtórzyć sukces z 1914 roku i zlikwidować wszystkie siatki Abwehry w Wielkiej Brytanii za jednym zamachem. Był to ambitny plan, ale Kell miał do dyspozycji wszystkie narzędzia do jego realizacji. Podstawowym narzędziem była znowelizowana ustawa o rejestracji obcokrajowców, którą parlament uchwalił zaraz po I wojnie światowej, zastępując nią tymczasowe przepisy z 1914 roku. Nowy akt legislacyjny dawał urzędnikom imigracyjnym całkowita kontrolę nad wpuszczaniem przybyszów na terytorium Wielkiej Brytanii.

Jeszcze bardziej istotne znaczenie miał nałożony na cudzoziemców obowiązek rejestrowania się na policji oraz informowania jej o zmianie adresu. Dzięki temu przepisowi Vernon Kell mógł za pośrednictwem Wydziału Specjalnego Scotland Yardu aktualizować kartotekę MI5 i wiedział, gdzie przebywają osoby, które kontrwywiad podejrzewał o szpiegostwo.

W 1940 roku ze stanowiska szefa MI5 odszedł po trzydziestu latach służby gen. mjr sir Vernon Kell, a zastąpił go sir David Petrie, który piastował to stanowisko przez całą wojnę do 1946 roku. Pod jego zarządem MI5 stał się bardzo skuteczny, podczas wojny na obszarze Wielkiej Brytanii ujęto i stracono 16 szpiegów niemieckich oraz dwóch Hiszpanów działających na terenie Gibraltaru. Wielu innych agentów wywiadu wojskowego Abwehry, wywiadu i służby bezpieczeństwa SS, Sicherheitsdienst (SD), przerzuconych do Wielkiej Brytanii, przewerbowano i zmuszono do udziału w szeroko zakrojonych operacjach kontrwywiadu, np. operacji o kryptonimie „Bodyguard” mającej na celu dezinformację niemieckiego dowództwa co do miejsca inwazji na Europę. Schwytani przez MI5 agenci prowadzili grę przesyłając radiem wcześniej spreparowane odpowiednio meldunki.

Wiadomo tylko o jednym człowieku, który uniknął złapania lub przewerbowania przez angielski kontrwywiad. Był nim Jan Wilhelm. Co najmniej dwóch innych utrzymywało, że powiodła im się podobna sztuczka, lecz nie znaleziono na to potwierdzenia. Oczywiście w Wielkiej Brytanii działali agenci niemieccy, których tożsamość pozostaje tajemnicą dla MI5 do tej pory.

## Struktura organizacyjna Security Service (MI5) w czasie II wojny światowej
- Dyrektor generalny
- zastępca dyrektora generalnego
- sekretariat
  - Wydział A: (administracja)
    - archiwum
    - dział prawny
    - finanse
    - transport
    - dział osobowy
    - pokój 005
    - aparat władzy

  - Wydział B: (kontrwywiad)
    - kontrwywiad
    - zwalczanie sabotażu
    - zwalczanie organizacji wywrotowych

  - Wydział C: (bezpieczeństwo)
    - weryfikacja osób

  - Wydział D: (łącznikowy)
    - kontakty z Ministerstwem Wojny [MI(l)]
    - bezpieczeństwo sił powietrznych
    - bezpieczeństwo sił morskich
    - bezpieczeństwo portów
    - żandarmeria polowa MI11
    - dyrektor wywiadu wojskowego

  - Wydział E: (obcokrajowcy)
    - sekcje krajowe

  - Wydział F: (terytoria zamorskie)
    - oficerowie obrony bezpieczeństwa w koloniach
    - zwalczanie przemytu
    - kontakty ze służbami bezpieczeństwa w dominiach
    - partie polityczne

### Dyrektor generalny oraz szefowie wydziałów MI5 w latach 1940–1946
- dyrektor generalny – sir David Petrie (zastąpił Vernona Kella w 1940 roku)
  - zastępca dyrektora generalnego – A.W.A. Harker (zastąpił Ericka Holt-Wilsona w 1940 roku)
    - szef Wydziału A – płk. Charles Butler
    - szef Wydziału B – kpt. Guy Liddell
    - szef Wydziału C – mjr Herbert Bacon
    - szef Wydziału D – brygadier Harry Allen
    - szef Wydziału E – Kenneth Younger
    - szef Wydziału F – mjr Bertram Ede

## Siatka polska
Pierwszym Polakiem, który podjął podwójną grę, był „Careless” – pilot zestrzelony nad Francją w 1940 roku. Po przedostaniu się do Wielkiej Brytanii, tam przejęty przez MI5, był przesłuchiwany i zgodził się na współpracę. Otrzymał pseudonim „Careless”, napisał pod kontrolą MI5 i wysłał list na adres skrzynki kontaktowej Abwehry, po czym dostał pełną zachęty odpowiedź. Abwehra poleciła mu zbierać informacje o brytyjskim lotnictwie, więc wymyślono dla niego pozorny przydział do baterii przeciwlotniczej. Wysyłane przez niego tajnopisy pełne były spreparowanych informacji o obronie przeciwlotniczej Anglii. W końcu 1943 roku Careless odmówił kontynuowania pracy z MI5.

Drugim Polakiem współpracującym z brytyjskim wywiadem i kontrwywiadem był kapitan dyplomowany, pilot Roman Czerniawski, któremu nadano pseudonim „Brutus”. Zorganizowana przez niego siatka szpiegowska we Francji „Interallie” (Czerniawski pracował wtedy jeszcze pod pseudonimem – Armand) pracowała bardzo intensywnie, Roman Czerniawski (ps. Armand) został aresztowany 18 listopada 1941 roku, w wyniku zdrady swojej kochanki i zarazem prawej ręki Mathildy Carre ps. La Chatte. Za darowanie własnego życia i swych współpracowników z siatki zgodził się na współpracę z Abwehrą. Po przybyciu do Londynu był intensywnie przesłuchiwany przez Secret Intelligence Service, czyli MI6 oraz szefa polskiego wywiadu w Anglii, płk. Stanisława Gano. O współpracy z Abwehrą nic nie powiedział oficerom MI6, dopiero na spotkaniu w restauracji z płk. Gano wyjawił, że współpracuje z wywiadem niemieckim.

Szef polskiego wywiadu przekazał Czerniawskiego MI6, a oni oddali go do dyspozycji Służby Bezpieczeństwa MI5, Wydziałowi B. Czerniawskiemu nadano ps. „Brutus” i rozpoczął on grę mającą na celu osłaniać tajemnicę operacji Overlord. Cała działalność Brutusa nie została jeszcze ujawniona, a dokumenty dotyczące Czerniawskiego i innych operacji polskiego wywiadu zostały zniszczone na rozkaz płk. Gano, który obawiał się, że materiały mogą wpaść w ręce Moskwy.
Kolejnym Polakiem, który słał Niemcom dezinformacyjne materiały, był nieznany z nazwiska agent działający pod pseudonimem „Rover”. Wiadomo o nim jedynie, że w przeszłości był marynarzem i zawodowym bokserem. Po kampanii wrześniowej dostał się do niemieckiej niewoli. Tam zainteresowała się nim Abwehra. Został zwerbowany i po przeszkoleniu został wysłany do Anglii. Tam dobrowolnie zgłosił się do MI 5 z propozycja współpracy. Mimo wielokrotnych prób nie udało mu się nawiązać współpracy z Niemcami – zbudowany przez niego nadajnik radiowy, zgodnie z niemiecką instrukcja, nie był na tyle mocny, by uzyskać skuteczną łączność. „Rover” (pseudonim nadany przez MI5) w 1944 roku powrócił do służby w polskiej Marynarce Wojennej. Po wyjeździe agenta, Niemcom udało się skontaktować z nadajnikiem „Rovera”, a Brytyjczycy wykorzystali ten fakt i poprzez podstawionych agentów rozpoczęli przekazywać informacje dezinformujące z zakresu brytyjskiej marynarki wojennej. Losy polskiego agenta po wojnie nie są znane.

## Siatka szpiegowska Cambridge
Przed II wojną światową i w trakcie jej trwania oraz kilka lat po, rząd Wielkiej Brytanii oraz jego służby wywiadowcze i kontrwywiadowcze były głęboko spenetrowane przez kilku kretów pracujących dla radzieckiego wywiadu NKWD, tzw. Siatka szpiegowska Cambridge, lub „piątkę z Cambridge” (Harold „Kim” Philby, Donald Maclean, Guy Burgess, Anthony Blunt i John Cairncross). Z czasem zajęli oni bardzo wysokie stanowiska w rządzie brytyjskim, m.in. w Ministerstwie Spraw Zagranicznych, w wywiadzie Secret Intelligence Service, inaczej MI6, oraz w służbie bezpieczeństwa MI5. Przez długie lata informowali oni swych radzieckich mocodawców o największych tajemnicach rządu brytyjskiego i służb specjalnych tego kraju.
Ucieczki Donalda Macleana i Guya Burgessa do Związku Radzieckiego w 1951 roku (zostali ostrzeżeni przez Harolda „Kima” Philby’ego, który także uciekł do Związku Radzieckiego podczas pobytu w Libanie w 1963 roku) wstrząsnęły społeczeństwem i kołami wywiadowczymi w Wielkiej Brytanii.
MI5, obawiając się, że siatka szpiegowska może być większa, przeprowadziło w latach sześćdziesiątych wspólnie z MI6 szczegółowe śledztwo w tej sprawie. Zespół MI5 oraz MI6 badający tę sprawę nazwano „Komitetem Płynności”. W skład komitetu wchodzili m.in. funkcjonariusz „Wydziału D” służby bezpieczeństwa MI5 oraz funkcjonariusze sekcji kontrwywiadu Tajnej Służby Wywiadowczej SIS/MI6. Po zakończeniu śledztwa komitet ogłosił, że istnieją oznaki niemal ciągłej penetracji MI5 i MI6 od przynajmniej 1942 roku do 1962 roku. Członkowie komitetu podejrzewali, że nieujawnionymi kretami radzieckimi w MI5 byli Michael Hanley, wówczas kierownik wydziału w MI5 i Roger Hollis, dyrektor generalny MI5. Po przesłuchaniu obu sprawę zamknięto, a w 1981 roku zostali oni oczyszczeni po kolejnym śledztwie.

## Odbudowa zaufania
Po objęciu stanowiska dyrektora generalnego MI5 przez Martina F. Jonesa w 1965 roku, najważniejszym jego zadaniem była odbudowa morale wśród pracowników agencji oraz wzajemnego zaufania ze współpracującymi z MI5 i MI6 służbami specjalnymi NATO, m.in. z Centralną Agencją Wywiadowczą (CIA), Federalnym Biurem Śledczym (FBI), z Niemiecką BND i BfV, oraz z francuskimi służbami specjalnymi, głównymi partnerami w cichej walce przeciwko wywiadom państw Układu Warszawskiego, głównie Związku Radzieckiego

## George Blake
Kolejną próbą dla obu agencji, MI5 i MI6, była ucieczka z więzienia, a następnie do Związku Radzieckiego, skazanego na 42 lata za szpiegostwo dla KGB, George’a Blake’a – byłego pracownika MI6. Amerykanie podejrzewali, że pomogli mu w ucieczce radzieccy agenci działający nadal w brytyjskim wywiadzie.

## Lata dziewięćdziesiąte
16 lipca 1993 roku ukazała się wydana przez MI5 36-stronicowa broszura pt. The Security Service, informująca o szczegółowej działalności MI5 i określająca jej charakter. Zawierała też schemat organizacyjny agencji oraz liczbę jej pracowników określoną na 2 tysiące.
Broszura wymienia sześć punktów pola działalności MI5 w najbliższym czasie:
- walka z terroryzmem
- działalność kontrwywiadowcza
- działalność antywywrotowa
- zapewnianie bezpieczeństwa
- wywiad bezpieczeństwa
- archiwizacja danych

## Zasoby materialne
MI5 na walkę z terroryzmem poświęca ok. 70% swoich zasobów, z czego prawie 26% zostaje przeznaczone na zwalczanie zagrożeń bezpieczeństwa międzynarodowego, a ok. 44% na sprawy irlandzkie i inne problemy wewnętrzne.

## Dotychczasowi dyrektorzy generalni Security Service – MI5
| gen.mjr sir Vernon Kell      | 1909-1940 |
| sir David Petrie             | 1940-1946 |
| sir Percy Sillitoe           | 1946-1953 |
| sir Dick White               | 1953-1956 |
| sir Roger Hollis             | 1956-1965 |
| sir Martin F. Jones          | 1965-1972 |
| sir Michael Hanley           | 1972-1979 |
| sir Howard Smith             | 1979-1981 |
| sir John Jones               | 1981-1985 |
| sir Anthony Duff             | 1985-1988 |
| sir Patrick Walker           | 1988-1991 |
| dame Stella Rimington        | 1991-1996 |
| sir Stephen Lander           | 1996-2002 |
| dame Eliza Manningham-Buller | 2002-2007 |
| Jonathan Evans               | 2007-2013 |
| Andrew Parker                | 2013-2020 |
| Ken McCallum                 | od 2020   |